# Kirche Steinmocker

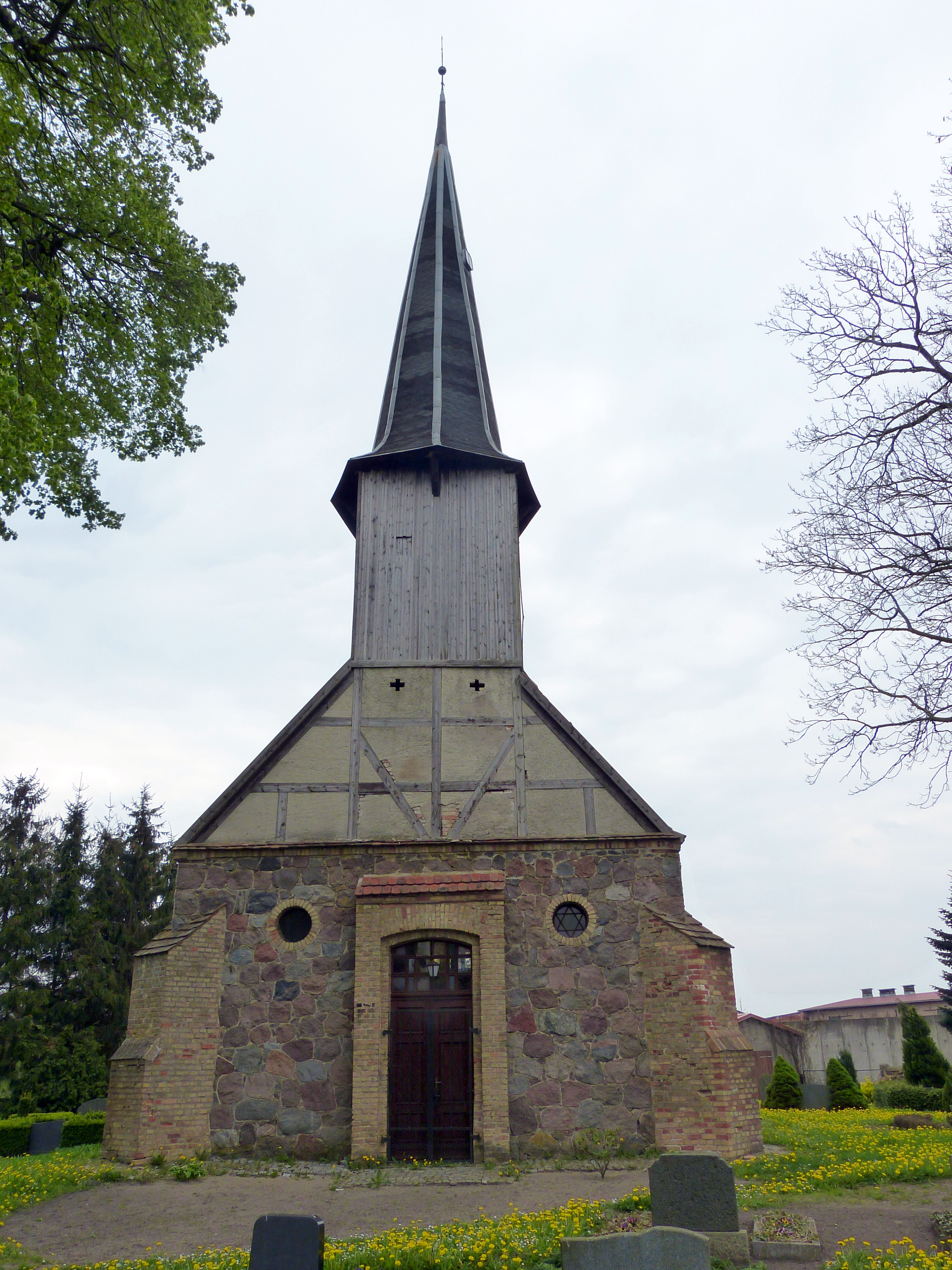
Kirche Steinmocker

Die Kirche Steinmocker ist ein Kirchengebäude im Ortsteil Steinmocker der Gemeinde Neetzow-Liepen im Landkreis Vorpommern-Greifswald. Sie gehört zur Kirchengemeinde Krien-Iven in der Propstei Pasewalk im Pommerschen Evangelischen Kirchenkreis der Evangelisch-Lutherischen Kirche in Norddeutschland. Bis 2012 gehörte die Kirchengemeinde zum Kirchenkreis Greifswald der Pommerschen Evangelischen Kirche.
Die Kirche wurde im 15. Jahrhundert auf rechteckigem Grundriss als Feldsteinbau errichtet. An den Ecken befinden sich diagonal gestellte, gestufte Strebepfeiler. Am Westgiebel befindet sich ein stattlicher, mit Brettern verblendeter rechteckiger Dachturm  mit vorkragender achteckiger schlanker Spitze, der aus dem 16. oder 17. Jahrhundert stammt. Die beiden Fachwerkgiebel und die Westwand wurden im 19. Jahrhundert bei einer Restaurierung aufgezogen.
Der von einer Mosesfigur getragene Kanzelkorb aus der ersten Hälfte des 17. Jahrhunderts ist mit Evangelistenreliefs besetzt.
Die Glocke wurde 1508 wahrscheinlich in Demmin gegossen.